# Holcocera fasciata
Holcocera fasciata é uma espécie de mariposa do gênero Holcocera pertencente à família Coleophoridae.